# 岩崎はる子
岩崎 はる子（いわさき はるこ）は、日本の文学者。専門は日本の近代文学。石川県出身。江戸時代から明治期にかけての、近代日本における大衆文化を研究している。

## 来歴
金沢大学法文学部卒業、ニューヨーク市立大学ブルックリン校で修士号を取得。その後コロンビア大学、プリンストン大学で教鞭を執っていたが、ブリンストン大学を辞してハーバード大学大学院に入学、Ph.Dを取得する。ハーバード大学では准教授を務める。その後カリフォルニア大学サンタバーバラ校へ移り、現在はカリフォルニア大学サンタバーバラ校名誉教授。